# Liodytes
Liodytes is een geslacht van slangen uit de familie toornslangachtigen en de onderfamilie waterslangen (Natricinae).

## Naam en indeling
Er zijn drie soorten, de wetenschappelijke naam van de groep werd voor het eerst voorgesteld door Edward Drinker Cope in 1885.
De slangen werden eerder aan andere geslachten toegekend, zoals Seminatrix, Contia en Regina.

## Verspreiding en habitat
De soorten komen voor in delen van Noord-Amerika en leven endemisch in de Verenigde Staten. Ze komen hier voor in de staten Texas, Oklahoma, Arkansas, Louisiana, Mississippi, Alabama, Georgia, Florida, South Carolina, North Carolina en Virginia.
De habitat bestaat uit vele verschillende typen draslanden. Ook in door de mens aangepaste streken zoals grote wateropslagplaatsen kunnen de dieren worden aangetroffen.

## Beschermingsstatus
Door de internationale natuurbeschermingsorganisatie IUCN is aan alle soorten een beschermingsstatus toegewezen. De slangen worden beschouwd als 'veilig' (Least Concern of LC).

### Soorten
Het geslacht omvat de volgende soorten, met de auteur en het verspreidingsgebied.
| Naam            | Auteur       | Verspreidingsgebied |
| --------------- | ------------ | --- |
| Liodytes alleni | Garman, 1874 | Verenigde Staten (Florida, Georgia) |
| Liodytes pygaea | Cope, 1871   | Verenigde Staten (Florida, Alabama, Georgia, South Carolina, North Carolina)                                                              |
| Liodytes rigida | Say, 1825    | Verenigde Staten (Texas, Oklahoma, Arkansas, Louisiana, Mississippi, Alabama, Georgia, Florida, South Carolina, North Carolina, Virginia) |